# Javnaðarflokkurin
Javnaðarflokkurin (dansk: officielt Det Socialdemokratiske Parti, direkte oversat Lighedspartiet) er det færøske Socialdemokrati. Partiet ledes af Aksel V. Johannesen.
Ved Lagtingsvalget den 29. oktober 2011 fik partiet 17,6 % af stemmerne og dermed 6 ud af de 33 lagtingspladser.
Den 26. september 2008 gik partiet med i landsstyresamarbejdet ("Samgonga"), sammen med Fólkaflokkurin og Sambandsflokkurin. Partiet var i landsstyret repræsenteret af landsstyremand for finanser og økonomi Jóannes Eidesgaard og landsstyremand for sundhedsanliggender Aksel V. Johannesen. Fra 2011 til 2015 var partiet i opposition, men ved lagtingsvalget 2015 fik Javnaðarflokkurin 8093 stemmer, svarende til 25,1% af 36458, og blev Færøernes største parti. Efter valget dannede partiet  regering sammen med Tjóðveldi og Framsókn med Aksel V. Johannesen som lagmand.

## Historie

### Grundlæggelsesfasen
Forløberen for Javnaðarflokkurin ”Suðurstreymoyar Javnaðarfelag” (Suðurstreymoys socialdemokratiske forening) blev stiftet den 25. september 1925, det var en forening med rødder i Socialistisk ungdomsforbund og Thorshavn Arbejderforening (færøsk: Havnar Arbeiðsmannafelag), hvorfra Maurentius Viðstein blev valgt som foreningens første formand. En måned senere blev der på Suðuroy dannet en lignende forening Froðbiar Sóknar Javnaðarfelag i Tvøroyri på Suðuroy med Peter Mohr Dam som formand.
I 1926 stiftede de to foreninger partiet Javnaðarflokkurin med et program der lignede de andre nordiske Socialdemokratiers partiprogrammer, men også med 11 specielt formulerede færøske punkter.  Maurentius Viðstein til det nye partis først formand.
Den 23 januar 1928 deltog partiet for første gang i et lagtingsvalg, hvor det fik 10,6% af stemmerne og  to mandater til Viðstein og Dam. 24. maj 1927 blev partiavisen Føroya Social Demokrat - som efter 1955 kom til at hedde Sosialurin - oprettet. Den udviklede sig til at blive Færøernes vigtigste dagblad. I 2006 solgtes den til Føroya Tele.

### Et stort parti
Verdenskrisen og den høje arbejdsløshed - med deraf følgende social nød - øgede partiets appel, og ved valget i 1936 tredoblede Javnaðarflokkurin sin lagtingsgruppe til seks tingmænd, hvoraf halvdelen kom fra Suðuroy. Partiet var unionsvenligt og anbefalede et nej ved folkeafstemningen om løsrivelse af 1946. Efterfølgende tog partiet del i udarbejdelsen af den færøske hjemmestyrelov af 1948, og deltog i Færøernes første regering frem til 1950. Efter otte år i opposition lykkes det partiet i 1958 at vinde valget. Javnaðarflokkurin blev det største parti med otte tingmænd og Peter Mohr Dam blev lagmand de næste fem år. Han blev på ny lagmand i 1967, men døde året efter. Einar Waag og Jákup Frederik Øregaard var derefter partiformænd.

### Moderne historie
I 1970 blev tidligere fiskeriminister Atli Dam lagmand for Javnaðarflokkurin, og i 1972 afløste han Øregaard som partiformand. Atli Dam var søn af Petur Mohr Dam, og blev en af de dominerende skikkelser i færøsk politik frem til begyndelsen af 1990'erne. Dam var lagmand frem til 1981, og på ny fra 1985-89 og 1991-93, hvor han trak sig tilbage fra politik. Færøerne blev i de følgende år ramt af en stor økonomisk krise, og Javnaðarflokkurin kom som det dominerende regeringsparti under pres. Marita Petersen blev valgt til ny partileder, og var lagmand frem til valget i 1994, hvor partiet gik tilbage med 12% og lagtingsgruppen blev halveret.
Jóannes Eidesgaard blev partiformand i 1996, og han var minister i forskellige koalitionsregeringer omkring årtusindskiftet, indtil han blev lagmand i 2004. Hans "store koalition" bestående af Javnaðarflokkurin, Fólkaflokkurin og Sambandsflokkurin regerede frem til lagtingsvalget 2008, hvorefter han dannede en centrum-venstre regering med Javnaðarflokkurin, Tjóðveldi og Miðflokkurin. I september samme år sprak samarbejdet, og Kaj Leo Johannesen fra Sambandsflokkurin tog over som lagmand i en ny bred koalition. Eidesgaard var fra da af finansminister indtil han trak sig som partiformand i marts 2011. Han stillede ikke op til valget i 2011, hvor Javnaðarflokkurin gik tilbage og kom i opposition. Javnaðarflokkurins nye formand blev Aksel V. Johannesen.
Ved lagtingsvalget den 1. september 2015 fik Javnaðarflokkurin 25,1% af stemmerne og 8 mandater. Partiet dannede regering med Tjóðveldi og Framsókn. Det var på tværs af midten, da Javnaðarflokkurin og Tjóðveldi ligger til venstre og Framsókn ligger til højre, og på tværs af ønsket om selvstændighed og bevarelse af det tætte forhold til Danmark, da Javnaðarflokkurin ønsker at Færøerne forbliver i rigsfællesskab med Danmark, mens Tjóðveldi og Framsókn ønsker at Færøerne bliver et selvstændigt land. Regeringen havde det mindst mulige flertal, nemlig 17 mandater, men dagen efter, at koalitionsaftalen mellem de tre partier blev underskrevet den 14. september, valgte Sonja Jógvansdóttir at melde sig ud af Javnaðarflokkurin, fordi partiet ifølge hende lod nogle få homofobiske mænd bestemme, hvad der skulle med og ikke skulle med i koalitionsaftalen, og dermed kom regeringen i mindretal. Jógvansdóttir sagde dog, at hun stadig støttede regeringen. Hun gjorde ellers et kanonvalg og fik 1021 personlige stemmer, som var næstflest for Javnaðarflokkurin og tredieflest af alle. Det varede kun i godt en dag, at regeringen var i mindretal. Den 17. september 2015, da udvalgene blev bemandet, meddelte Annika Olsen, som et par uger forinden havde meldt sig ud af Folkeflokken, at hun nu var medlem af Framsókn, og derved havde regeringen igen fået flertal på 17 mandater. I den nye regering fik Javnaðarflokkurin lagmanden og tre ministre: Eyðgunn Samuelsen blev socialminister, Rigmor Dam blev kulturminister og Henrik Old blev trafikminister (samfærdselsminister).

### Lagmændfra Javnaðarflokkurin
- Peter Mohr Dam (1958 – 1963 og 1967 – 1968)
- Atli P. Dam (1970 – 1981, 1985 – 1989 og 1991 – 1993)
- Marita Petersen (1993 – 1994)
- Jóannes Eidesgaard (2004 – 2008 og marts – september 2008)
- Aksel V. Johannesen (15. sep. 2015 –)

### Formænd
- Aksel V. Johannesen 2011–
- Jóannes Eidesgaard 1996–2011
- Marita Petersen 1993–1996
- Atli Dam 1972–1993
- Jákup Frederik Øregaard 1969–1972
- Einar Waag 1968–1969
- Peter Mohr Dam 1936–1968
- Maurentius Viðstein 1926–1936

## Lagtingsmedlemmer 2015–2019
Nedenfor vises de personer, der blev valgt ind i Lagtinget for Javnaðarflokkin, inklusiv personer, der senere forlod partiet.
| Navn                | Stemmer | Andet                       | Fast mødende i Lagtinget for ministre |
| ------------------- | ------- | --------------------------- | ------------------------------------- |
| Aksel V. Johannesen | 2.405   | Partiformand                | Helena Dam á Neystabø                 |
| Sonja Jógvansdóttir | 1.020   | Løsgænger fra 16. sep. 2015 |                                       |
| Eyðgunn Samuelsen   | 427     |                             | Jónleif Johannesen                    |
| Rigmor Dam          | 393     |                             | Kristianna Winther Poulsen            |
| Heðin Mortensen     | 392     | Borgmester i Tórshavn       |                                       |
| Kristin Michelsen   | 387     | Borgmester i Tvøroyri       |                                       |
| Henrik Old          | 302     |                             | Djóni Nolsøe Joensen                  |
| Bjarni Hammer       | 298     | Viceborgmester i Tvøroyri   |                                       |

kilder:
- kvf.fo Arkiveret 21. oktober 2015 hos  Wayback Machine
- in.fo Arkiveret 9. marts 2016 hos  Wayback Machine

## Ministre 2015-2019
| Navn                | Ministerium            |
| ------------------- | ---------------------- |
| Aksel V. Johannesen | Lagmand                |
| Eyðgunn Samuelsen   | Socialministerium      |
| Henrik Old          | Samfærdselsministerium |
| Rigmor Dam          | Kulturministerium      |

## Folketingsmedlemmer i Danmark
Til folketingsvalgene i 2011, 2015, 2019 og 2022 blev Sjúrður Skaale valgt til at repræsentere Javnaðarflokkurin i det danske folketing.

## Resultater ved lagtingsvalg
Lagtingsvalg 1928–2019
| År   | Stemmer | Stemmer | Mandater |
| År   | #       | %       | Mandater |
| ---- | ------- | ------- | -------- |
| 1928 | 671     | 10,6    | 2 / 23   |
| 1932 | 825     | 10,5    | 2 / 21   |
| 1936 | 1 891   | 24,0    | 6 / 24   |
| 1940 | 2 012   | 23,9    | 6 / 24   |
| 1943 | 1 919   | 19,9    | 5 / 25   |
| 1945 | 3 305   | 22,8    | 6 / 23   |
| 1946 | 3 705   | 28.1    | 4 / 20   |
| 1950 | 2 605   | 22,4    | 6 / 25   |
| 1954 | 2 518   | 19,8    | 5 / 27   |
| 1958 | 3 589   | 25,8    | 8 / 30   |
| 1962 | 4 161   | 27,5    | 8 / 29   |
| 1966 | 4 751   | 27,0    | 7 / 26   |
| 1970 | 4 916   | 27,2    | 7 / 26   |
| 1974 | 5 125   | 25,8    | 7 / 26   |
| 1978 | 5 062   | 22,3    | 8 / 32   |
| 1980 | 5 043   | 21,7    | 8 / 32   |
| 1984 | 5 879   | 23,4    | 8 / 32   |
| 1988 | 6 233   | 21,6    | 7 / 32   |
| 1990 | 7 805   | 27,5    | 10 / 32  |
| 1994 | 3 918   | 15,4    | 5 / 32   |
| 1998 | 6 063   | 21,9    | 7 / 32   |
| 2002 | 6 378   | 20,9    | 7 / 32   |
| 2004 | 6 921   | 21,8    | 7 / 32   |
| 2008 | 6 018   | 19,3    | 6 / 33   |
| 2011 | 5 428   | 17,8    | 6 / 33   |
| 2015 | 8 093   | 25,1    | 8 / 33   |
| 2019 | 7 495   | 22,2    | 7 / 33   |

Ved valget i 1946 opstillede Javnaðarflokkurin og Sjálvstýrisflokkurin på en fælles liste af valgtekniske grunde, men efter valget repræsenterede de indvalgte mandater fra denne liste deres egne partier i Lagtinget.